# Benoît Rouquayrol

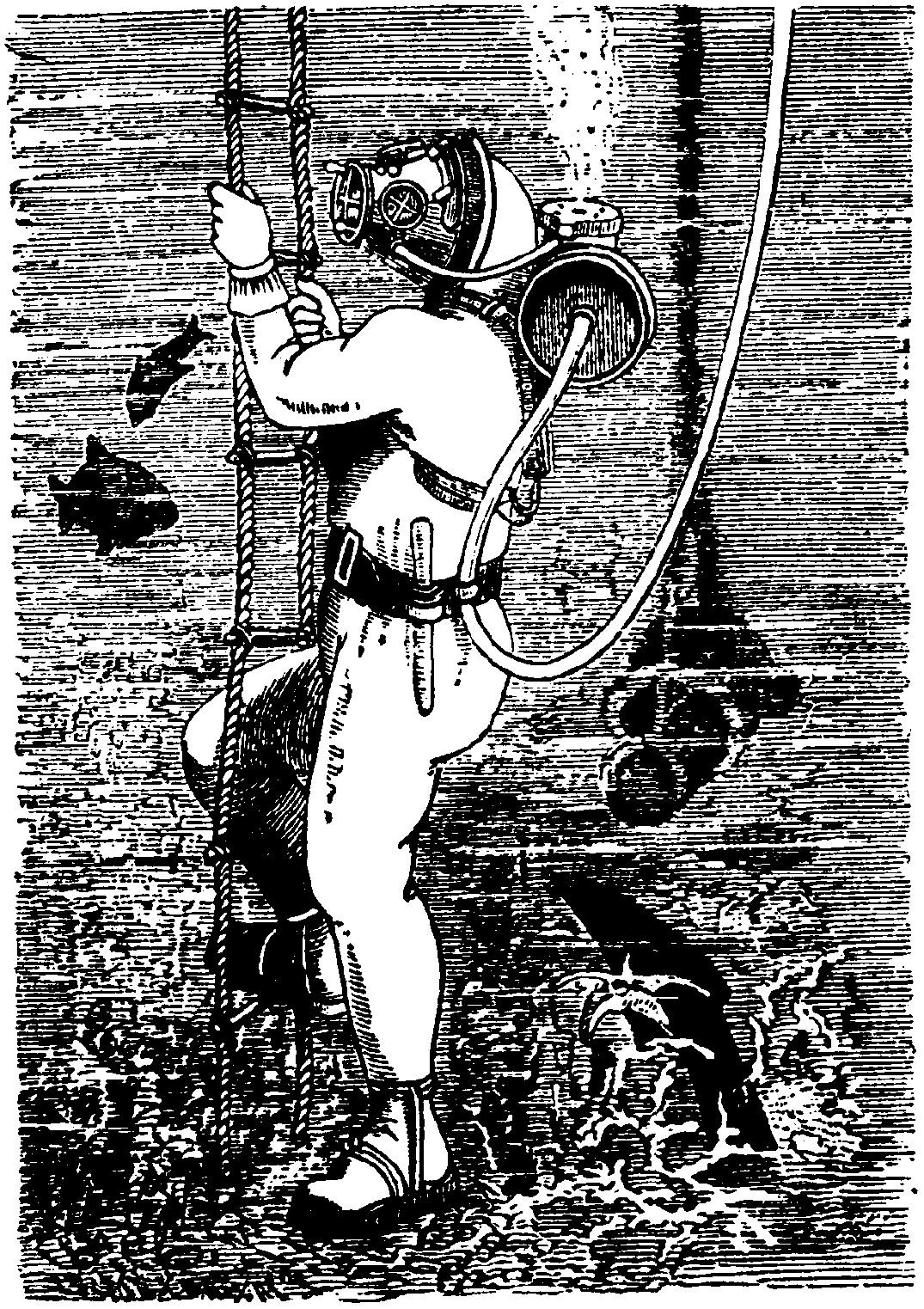
Aparat nurkowy Rouquayrol-Denayrouze, w którym powietrze jest zasysane znad powierzchni wody do zbiornika w kształcie beczułki, z którego przez regulator ciśnienia podawane jest do hełmu nurka

Benoît Rouquayrol (ur. 13 czerwca 1826 w Espalion, zm. 14 listopada 1875 w Rodez) – francuski inżynier, jeden z wynalazców (wraz z Augustem Denayrouzem) skafandra nurkowego.

## Życiorys
Benoît Rouquayrol uzyskał dyplom inżyniera w Szkole Górniczej w Saint-Etienne w 1850, po czym zatrudnił się w spółce eksploatującej kopalnie węgla i odlewnie w Aveyron, której został dyrektorem w 1865. Benoît Rouquayrol dokonywał wynalazków z bliskiej mu dziedziny techniki górniczej.

## Wynalazki samodzielne
- 14 kwietnia 1860 pod wpływem powtarzających się pożarów w kopalniach, skutkujących zalaniami chodników wydobywczych, opatentował autonomiczny aparat ratunkowy, umożliwiający wydostanie się z zatopionej przestrzeni, złożony ze zbiornika ciśnieniowego z regulatorem, który nazwał "regulatorem przepływu sprężonych gazów"[3]. W 1864 wraz z porucznikiem marynarki Augustem Denayrouzem skonstruowali pierwszy w historii skafander nurkowy. Wynalazek został nagrodzony w 1867 na paryskiej Wystawie światowej i dostrzeżony tam przez Juliusza Verne. Słynny pisarz wkrótce "wyposażył" weń Kapitana Nemo i członków załogi jego Nautilusa w wydanej w 1869 powieści fantastycznej 20 000 mil podwodnej żeglugi, w hołdzie wynalazcom wzmiankując ich nazwiska[4][5].
- 16 stycznia 1862 złożył patent na ratunkowy "Izolator Rouquayrola", złożony z regulatora, zacisku na nozdrza i gumowego ustnika, eliminując tym samym konieczność użycia ciężkiego metalowego hełmu nurkowego.
- 25 sierpnia 1863: pompa powietrza z nieruchomo osadzonymi zaworami i przesuwnym cylindrem[2].

## Wynalazki wspólnie z Denayrouzem[2]

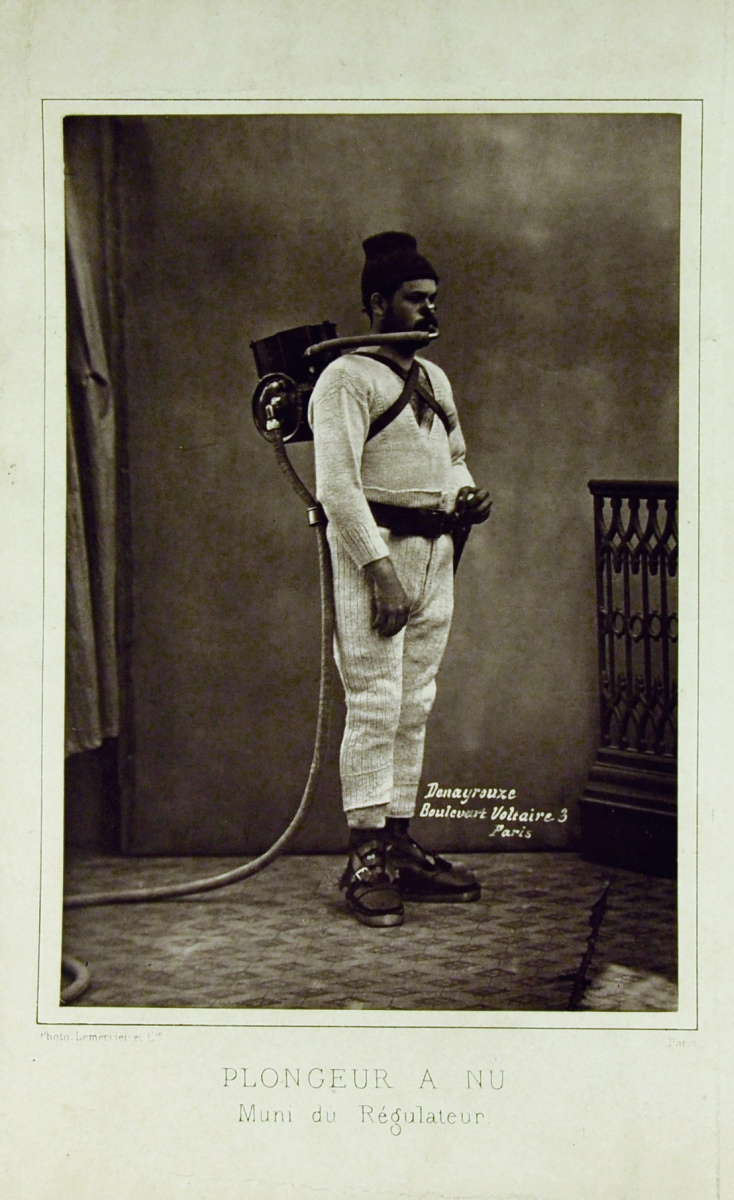
Wersja skafandra z 1870 r.

- 11 marca 1864: patent na zbiornik przejściowy dla wersji skafandra zasilanej w powietrze za pośrednictwem węża ręczną pompą znad powierzchni wody. Zbiornik można było zastosować w wersji autonomicznej jako zasobnik powietrza sprężonego do 40 atmosfer. Zestaw Rouquayrol-Denayrouze stanowił pierwszy aparat umożliwiający nurkowanie. Pierwsza wersja nazywana niskociśnieniową zasilana wężem okazała się użyteczna w pracach morskich i górniczych. Model drugi pozwalał na niezależne nurkowanie do 10 metrów przez pół godziny. W celu ochrony nurka przed wyziębieniem, konstruktorzy opracowali wodoszczelny skafander z gumowanej tkaniny, podobny do innych tego typu rozwiązań, stosowanych w tym czasie. Nurek był obciążony butami o masie 8 kg każdy, utrzymującymi go w pozycji pionowej. Nos nurka był zatkany zaciskiem, jego oczy nie były w żaden sposób chronione, co wynikało z panującej w regionie Espalion tradycji nurkowania z otwartymi oczami. Pierwszymi testerami sprzętu byli doświadczeni podwodni rybacy, cabussairs, którzy stosowali taką technikę podwodną w czasie połowów. Jedyny zachowany egzemplarz sprzętu Rouquayrol-Denayrouze z 1864 znajduje się Musée du scaphandre w Espalion.

- 27 czerwca 1864, patent no. 63606: gumowany skafander dla aparatu nurkowego.

- 1865: Rouquayrol i Denayrouze opracowali miedzianą maskę doczepianą do skafandra, zasilaną powietrzem przez ustnik. Wydychane gazy usuwane były przez ręczny zawór zwrotny. Po problemach zgłaszanych przez nurków, w 1866 maskę (nazywaną ze względu na swój kształt "pyskiem") zastąpiono tradycyjnym hełmem nurkowym wyposażonym w ustnik i zawór wylotowy.

- 5 września 1865: wyposażenie skafandra w gwizdek ostrzegawczy, za pomocą którego nurek sygnalizował niski poziom powietrza.

- 17 lutego 1866: patent na filtr z drucianej siatki, chroniący mechanizm regulatora przed cząsteczkami zawiesin, unoszącymi się w toni wodnej.

## Wynalazki Augusta Denayrouze'a[2]
- Styczeń 1873: zawór wylotowy dla hełmu nurkowego.
- Styczeń 1873: hełm Denayrouze z trzema śrubami, łączącymi go ze skafandrem. Eliminacja ustnika, powietrze do hełmu podawane jest wprost do wnętrza. Zbiornik pośredni chroni uszy nurka poprzez eliminację pulsacji ciśnienia powietrza podawanego przez pompę.

## Wynalazki Louisa Denayrouze'a, brata Augusta[2]
- 2 czerwca 1872: "Aerophore", urządzenie ratunkowe dla górnictwa, połączone z wodoszczelną lampą olejną, świecącą pod wodą.

- luty 1874 patent na telefon podwodny, umożliwiający komunikację nurka z osobami na powierzchni.

- 1889: patent na bezśrubowe połączenie hełmu ze skafandrem, sceptycznie przyjęty przez nurków.